# Cautires ilanensis
Cautires ilanensis là một loài bọ cánh cứng trong họ Lycidae. Loài này được Kazantsev & Yang miêu tả khoa học năm 1999.